# Пеглоу, Жуан
Жуа́н Габриэ́л Ма́ртинс Пе́глоу (порт.-браз. João Gabriel Martins Peglow; родился 7 января 2002) — бразильский футболист, вингер клуба «Радомяк».

## Клубная карьера
Воспитанник футбольной академии «Интернасьонала». В марте 2019 года подписал свой первый профессиональный контракт с клубом с опцией выкупа в размере 60 миллионов евро. 25 июля 2020 года дебютировал в основном составе «Интернасьонала» в матче Лиги Гаушу против «Эспортиво».

## Карьера в сборной
В 2019 году в составе сборной Бразилии до 17 лет выиграл чемпионат мира до 17 лет, который прошёл в Бразилии, забив на нём 3 мяча — «дубль» против Канады в первом групповом матче и гол против Италии в четвертьфинале.

## Достижения
«Днепр-1»
- Серебряный призёр чемпионата Украины: 2022/23

Сборная Бразилии (до 17 лет)
- Победитель чемпионата мира (до 17 лет): 2019